# Parade du football
Pour plus de détails, voir Fiche technique et Distribution.
Parade du football (Pigskin Parade) est un film américain en noir et blanc réalisé par David Butler, sorti en 1936.

## Fiche technique
- Titre : Parade du football
- Titre original : Pigskin Parade
- Réalisation : David Butler
- Scénario : William M. Conselman, Mark Kelly, Nat Perrin, Arthur Sheekman, Harry Tugend et Jack Yellen
- Production : Darryl F. Zanuck
- Société de production : Twentieth Century Fox
- Photographie : Arthur C. Miller
- Montage : Irene Morra
- Pays d'origine : États-Unis
- Format : noir et blanc - 1,37:1 - son : Mono
- Genre : Film musical, comédie
- Durée : 93 min
- Date de sortie :
  - États-Unis : 23 octobre 1936

## Distribution
- Stuart Erwin : Amos Dodd
- Patsy Kelly : Bessie Winters
- Jack Haley : Winston 'Slug' Winters
- Johnny Downs : Chip Carson
- Betty Grable : Laura Watson
- Judy Garland : Sairy Dodd
- Elisha Cook Jr. : Herbert Terwilliger Van Dyck
- Arline Judge : Sally Saxon
- Tony Martin : Tommy Barker

Acteurs non crédités
- Si Jenks : le bagagiste
- Douglas Wood : le professeur Dutton